# As-Sābiqūn
As-Sābiqūn (arabisch السابقون ‚die Vorausgehenden‘) ist eine an zwei Stellen im Koran erwähnte Personengruppe, die eine wichtige Rolle im islamischen Denken spielt.

## Koranische Aussagen
Die Gruppe der Sābiqūn begegnet zum ersten Mal in einer Sure aus frühmekkanischer Zeit und wird dort als die „Nahestehenden“ (al-muqarrabūn) positiv den Rechten und den Linken gegenübergestellt (Sure 56:8-11). Der Begriff bleibt dabei aber rätselhaft.
An der zweiten Stelle, die aus spätmedinischer Zeit stammt, wird ein Zusammenhang mit den Prophetengefährten hergestellt. Gott, so wird erklärt, habe an den "ersten Vorausgehenden" (as-sābiqūn al-awwalūn) von den Auswanderern und den Helfern und denjenigen, die ihnen folgen, Wohlgefallen und ihnen Gärten der Glückseligkeit bereitet (Sure 9:100).

## As-Sābiqūn al-auwalūn bei Ibn Hischām
Aus den koranischen Aussagen ist abgeleitet worden, dass es sich bei as-Sābiqūn al-auwalūn um die frühesten Anhänger des Propheten handeln muss. Ibn Hischām nennt in seiner Prophetenbiographie insgesamt 53 Personen dieser Personengruppe zu, und zwar ʿAlī ibn Abī Tālib, Mohammeds Sklaven Zaid ibn Hāritha, Abū Bakr, ʿUthmān ibn ʿAffān, az-Zubair ibn al-ʿAuwām, ʿAbd ar-Rahmān ibn ʿAuf, Saʿd ibn Abī Waqqās und Talha ibn ʿUbaidallāh als die ersten acht Muslime, darüber hinaus aber auch folgenden Personenkreis, der insgesamt 45 Personen umfasst:
1) Abū ʿUbaida ibn al-Dscharrāh; 2) Abū Salama; 3) al-Arqam ibn Abī l-Arqam; 4) ʿUthmān ibn Mazʿūn; 5) Qudāma ibn Mazʿūn; 6) ʿAbdallāh ibn Mazʿūn; 7) ʿUbaida ibn al-Hārith; 8) Saʿīd ibn al-Zaid mit seiner Frau; 9) Fātima bint al-Chattāb; 10) Asmā' bint Abī Bakr; 11) ʿĀ'ischa bint Abī Bakr; 12) Chabbāb ibn al-Aratt; 13) ʿUmair ibn Abī l-Waqqās; 14) ʿAbdallāh ibn Masʿūd; 15) Masʿūd ibn al-Qāri'; 16) Salīth ibn ʿAmr; 17) Hathīb ibn ʿAmr; 18) ʿAiyāsch ibn Rabīʿa; 19) Asmā' bint Salāma; 20) Chunais ibn Hudhāfa; 21) ʿĀmir ibn Rabīʿa; 22) Abdallah ibn Dschahsch; 23) Abū Ahmad ibn Dschahsch; 24) Dschaʿfar ibn Abī Tālib; 25) Asmā' bint ʿUmais, seine Frau; 26) Hāthib ibn al-Hārith; 27) Fātima bint al-Mudschallal, seine Frau; 28) Chattāb ibn al-Hārith, Bruder von Hāthib; 29) Fukaiha bint Yassār, seine Frau; 30) Maʿmar ibn al-Hārith; 31) Sā'ib, der Sohn von ʿUthmān ibn Mazʿūn; 32) al-Muthallib ibn Azhar; 33) Ramla bint Abī ʿAuf, seine Frau; 34) an-Nahhām Nuʿaim ibn ʿAbdallāh; 35) ʿĀmir ibn Fuhaira, ein freigelassener Sklave Abu Bakrs; 36) Chālid ibn Saʿīd; 37) Umaina bint Chalaf, seine Frau; 38) Abū Hudhaifa Mihscham ibn ʿUtba; 39) Wāqid ibn ʿAbdallāh; 40) Chālid ibn Bukair; 41) ʿĀmir ibn Bukair; 42) ʿAqīl ibn Bukair; 43) Iyās ibn Bukair; 44) ʿAmmār ibn Yāsir; 45) Suhaib ar-Rūmī.

## As-Sābiqūn in der Schia
In der Schia wird der Begriff as-Sābiqūn auf den Propheten Mohammed, die Imame und Fatima bint Mohammed bezogen, die als präexistente Wesen aufgefasst werden, die als erste auf Gottes Frage "Bin ich nicht Euer Herr?" (a-lastu bi-rabbi-kum; Sure 7:172) geantwortet haben. Auch den Engeln ist aufgetragen, sich vor dieser Personengruppe niederzuwerfen.
In dem aus der Zwölfer-Schia hervorgegangenen Babismus wird der Begriff für 18 Schüler des Bab verwendet, die zusammen mit ihm die sogenannten „Buchstaben des Lebendigen“ (hurūf al-hayy) bilden.